# Srbská armáda

Emblém

Srbská armáda (srbsky Војска Србије) je název ozbrojených sil Srbska, které se skládají ze Pozemních sil, Vojenského letectva, Říční flotily a Velitelství výcviku. Srbská armáda je téměř profesionální a dobrovolná. Branná povinnost byla v Srbsku zrušena v roce 2011. 

## Armádní neutralita
Srbsko následuje doktrínu armádní neutrality, ale účastní se mírových operací spojených národů. Tato vojenská doktrína je podobná Švédské. Použití Armády je vázáno na ohrožení suverenity Srbského státu. Srbsko neudržuje vojenskou přítomnost na sporném území Kosova, které je v souladu s rezolucí OSN číslo 1244 dočasně spravováno misí OSN. Přítomnost cizích vojsk na tomto území nepovažuje Srbsko za bezpečnostní hrozbu. 

## Historie
První balkánská válka propukla roce 1912, když Srbové spolu se spojenci vyhlásili válku Osmanské říši. Srbská 1. armáda pod velením korunního prince Alexandra porazila Turecká vojska pod velením Zekiho paši v Makedonii v bitvě u Kumanova. Druhá balkánská válka začala poté co Srbsko odmítlo vydat Bulharům i tzv. nesporné pásmo v Makedonii. Bulharská armáda zaútočila na srbské pozice. Za spoluúčasti ostatních bylo Bulharsko nakonec poraženo. 

### První světová válka
Srbská nezávislost byla ohrožována mocným rakousko-uherským sousedem. Toto napětí vedlo k Bosenské krizi, která skončila připojením Bosny a Hercegoviny k Rakousko-Uhersku. Po atentátu na Františka Ferdinanda d'Este v roce 1914 vyhlásilo Rakousko-Uhersko Srbsku válku. V prosinci 1914 se rakousko-uherské armádě podařilo nakrátko dobýt hlavní město Bělehrad. V roce 1915 byla již země okupována. Zbytky Srbské armády byly evakuovány na ostrov Korfu. Poté, co se srbská vojska zotavila, bojovali Srbové na soluňské frontě proti bulharské armádě.

### Současnost
Srbské jednotky jsou v současnosti součástí pěti mírových operací OSN. Konkrétně se srbské jednotky konkrétně v Pobřeží slonoviny, Kypru, Konžské demokratické republice, Libanonu a Libérii.